# Trichiurinae
Sous-famille
Les Trichiurinae sont une sous-famille de poissons de l'ordre des Scombriformes et de la famille des Trichiuridae.

## Liste des genres
Selon ITIS (8 sept. 2010) :
- genre Demissolinea Burhanuddin & Iwatsuki, 2003
- genre Lepturacanthus Fowler, 1905
- genre Trichiurus Linnaeus, 1758 - Sabre

Selon NCBI (7 mars 2025) :
- Lepturacanthus Fowler, 1905
- Tentoriceps Whitley, 1948
- Trichiurus Linnaeus, 1758 - Sabre

Selon World Register of Marine Species (7 mars 2025) :
- genre Demissolinea Burhanuddin & Iwatsuki, 2003
- genre Lepturacanthus Fowler, 1905
- genre Tentoriceps Whitley, 1948
- genre Trichiurus Linnaeus, 1758 - Sabre